# Settimana Ciclistica Lombarda 2003
La Settimana Ciclistica Lombarda 2003, trentatreesima edizione della corsa, si svolse dal 17 al 21 aprile su un percorso di 632 km ripartiti in 5 tappe, con partenza a Alzate Brianza e arrivo a Bergamo. Fu vinta dal messicano Julio Alberto Pérez Cuapio della Ceramiche Panaria-Fiordo davanti allo zimbabwese Timothy Jones e allo svizzero Steve Zampieri.

## Tappe
| Tappa  | Data      | Percorso                                             | km    | Vincitore di tappa          | Leader cl. generale        |
| ------ | --------- | ---------------------------------------------------- | ----- | --------------------------- | -------------------------- |
| 1ª     | 17 aprile | Alzate Brianza > Alzate Brianza                      | 151,3 | Ivan Ravaioli               | Ivan Ravaioli              |
| 2ª     | 18 aprile | Almenno San Bartolomeo > Roncola (cron. individuale) | 7,6   | Julio Alberto Pérez Cuapio  | Julio Alberto Pérez Cuapio |
| 3ª     | 19 aprile | Roncadelle > Roncadelle                              | 162   | Timothy Jones               | Julio Alberto Pérez Cuapio |
| 4ª     | 20 aprile | Castione della Presolana > Clusone                   | 153,6 | Luis Felipe Laverde Jimenez | Julio Alberto Pérez Cuapio |
| 5ª     | 21 aprile | Carobbio > Bergamo                                   | 157   | Ivan Ravaioli               | Julio Alberto Pérez Cuapio |
| Totale | Totale    | Totale                                               | 632   |                             |                            |

## Dettagli delle tappe

### 1ª tappa
- 17 aprile: Alzate Brianza > Alzate Brianza – 151,3 km

| Pos. | Corridore        | Squadra       | Tempo    |
| ---- | ---------------- | ------------- | -------- |
| 1    | Ivan Ravaioli    | Mercatone Uno | 3h36'01" |
| 2    | Leonardo Zanotti | De Nardi      | a 2"     |
| 3    | Nico Sijmens     | Vlaanderen    | s.t.     |

| Pos. | Corridore     | Squadra       | Tempo    |
| ---- | ------------- | ------------- | -------- |
| 1    | Ivan Ravaioli | Mercatone Uno | 3h36'01" |

### 2ª tappa
- 18 aprile: Almenno San Bartolomeo > Roncola (cron. individuale) – 7,6 km

| Pos. | Corridore                  | Squadra        | Tempo  |
| ---- | -------------------------- | -------------- | ------ |
| 1    | Julio Alberto Pérez Cuapio | Panaria        | 19'11" |
| 2    | Steve Zampieri             | Vini Caldirola | a 11"  |
| 3    | Timothy Jones              | Domina V.      | a 15"  |

| Pos. | Corridore                  | Squadra | Tempo    |
| ---- | -------------------------- | ------- | -------- |
| 1    | Julio Alberto Pérez Cuapio | Panaria | 3h55'48" |

### 3ª tappa
- 19 aprile: Roncadelle > Roncadelle – 162 km

| Pos. | Corridore                  | Squadra   | Tempo    |
| ---- | -------------------------- | --------- | -------- |
| 1    | Timothy Jones              | Domina V. | 4h02'52" |
| 2    | Julio Alberto Pérez Cuapio | Panaria   | s.t.     |
| 3    | Graziano Gasparre          | De Nardi  | a 39"    |

| Pos. | Corridore                  | Squadra | Tempo    |
| ---- | -------------------------- | ------- | -------- |
| 1    | Julio Alberto Pérez Cuapio | Panaria | 7h58'40" |

### 4ª tappa
- 20 aprile: Castione della Presolana > Clusone – 153,6 km

| Pos. | Corridore                   | Squadra       | Tempo    |
| ---- | --------------------------- | ------------- | -------- |
| 1    | Luis Felipe Laverde Jimenez | Form. Pinzolo | 3h58'14" |
| 2    | Fortunato Baliani           | Form. Pinzolo | a 2"     |
| 3    | Paolo Lanfranchi            | Panaria       | s.t.     |

| Pos. | Corridore                  | Squadra | Tempo     |
| ---- | -------------------------- | ------- | --------- |
| 1    | Julio Alberto Pérez Cuapio | Panaria | 11h56'56" |

### 5ª tappa
- 21 aprile: Carobbio > Bergamo – 157 km

| Pos. | Corridore         | Squadra       | Tempo    |
| ---- | ----------------- | ------------- | -------- |
| 1    | Ivan Ravaioli     | Mercatone Uno | 3h41'55" |
| 2    | Fortunato Baliani | Form. Pinzolo | s.t.     |
| 3    | Oscar Pozzi       | Tenax         | s.t.     |

| Pos. | Corridore                  | Squadra        | Tempo     |
| ---- | -------------------------- | -------------- | --------- |
| 1    | Julio Alberto Pérez Cuapio | Panaria        | 15h38'51" |
| 2    | Timothy Jones              | Domina V.      | a 7"      |
| 3    | Steve Zampieri             | Vini Caldirola | a 45"     |

## Classifiche finali

### Classifica generale
| Pos. | Corridore                  | Squadra                  | Tempo     |
| ---- | -------------------------- | ------------------------ | --------- |
| 1    | Julio Alberto Pérez Cuapio | Ceramiche Panaria-Fiordo | 15h38'51" |
| 2    | Timothy Jones              | Domina Vacanze-Elitron   | a 7"      |
| 3    | Steve Zampieri             | Vini Caldirola           | a 45"     |
| 4    | Giuseppe Muraglia          | Formaggi Pinzolo Fiavé   | a 56"     |
| 5    | Jef Peeters                | Vlaanderen-T Interim     | a 1'05"   |
| 6    | Paolo Lanfranchi           | Ceramiche Panaria-Fiordo | a 1'30"   |
| 7    | Giampaolo Cheula           | Vini Caldirola           | a 1'48"   |
| 8    | Gianluca Tonetti           | Tenax-Menikini           | a 2'00"   |
| 9    | Fortunato Baliani          | Formaggi Pinzolo Fiavé   | a 2'16"   |
| 10   | Oscar Pozzi                | Tenax-Menikini           | a 3'00"   |